# 캐나다 장로교회
캐나다 장로교회(프랑스어: Église presbytérienne du Canada)는 1875년부터 이 이름으로 캐나다에서 활동하고 있는 장로교 교단이다. 캐나다연합교회는 1925년부터 1939년까지 이 이름에 대한 권리를 주장했다. 2021년 캐나다 인구조사에 따르면 301,400명의 캐나다인이 자신을 장로교인이라고 밝혔는데, 이는 전체 인구의 0.8%에 해당한다.
캐나다 장로교회의 캐나다 내 뿌리는 스코틀랜드 정착민과 프랑스 위그노 모두에게서 찾을 수 있으며, 최초의 장로교회는 장 칼뱅과 존 녹스와 같은 유럽 종교 개혁 신학자들을 따라 16세기 후반에서 17세기 초반에 형성되었다.
한때 영어권 캐나다에서 가장 큰 기독교 교단이었던 이 교회는 1925년에 약 70%의 회중이 캐나다 감리교회와 온타리오 및 퀘벡 회중 연합과 합류하여 캐나다연합교회를 형성했다. 이후 합병에 참여하지 않은 이들은 "지속 장로교인"과 "비동의 장로교인"이라는 용어를 사용했으며, 1939년에 "캐나다 장로교회"라는 이름을 사용할 법적 권리를 되찾았다. 캐나다 대법원은 제도적 캐나다 장로교회가 감리교회와 법적으로 합병되었을 수 있지만, 연합교회가 사실상 그 이름을 비워두었으므로 비동의 장로교인들이 사용할 수 있다고 판결했다. 또한 캐나다 총독 트위즈뮤어 경과 윌리엄 라이언 매켄지 킹 캐나다 총리의 지지를 받는 것도 도움이 되었다.

## 배경과 뿌리

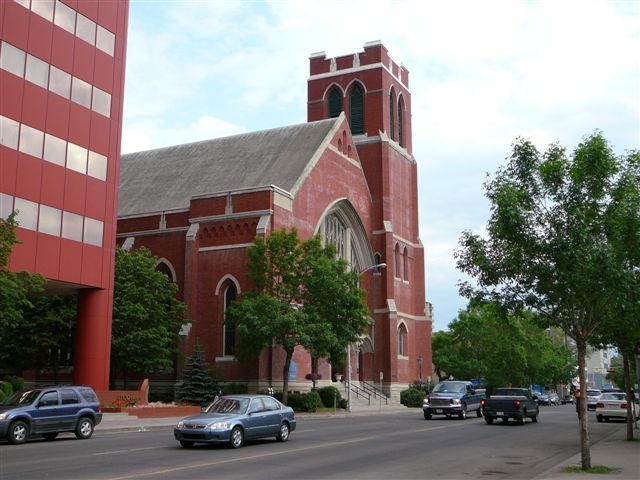
에드먼턴의 장로교회

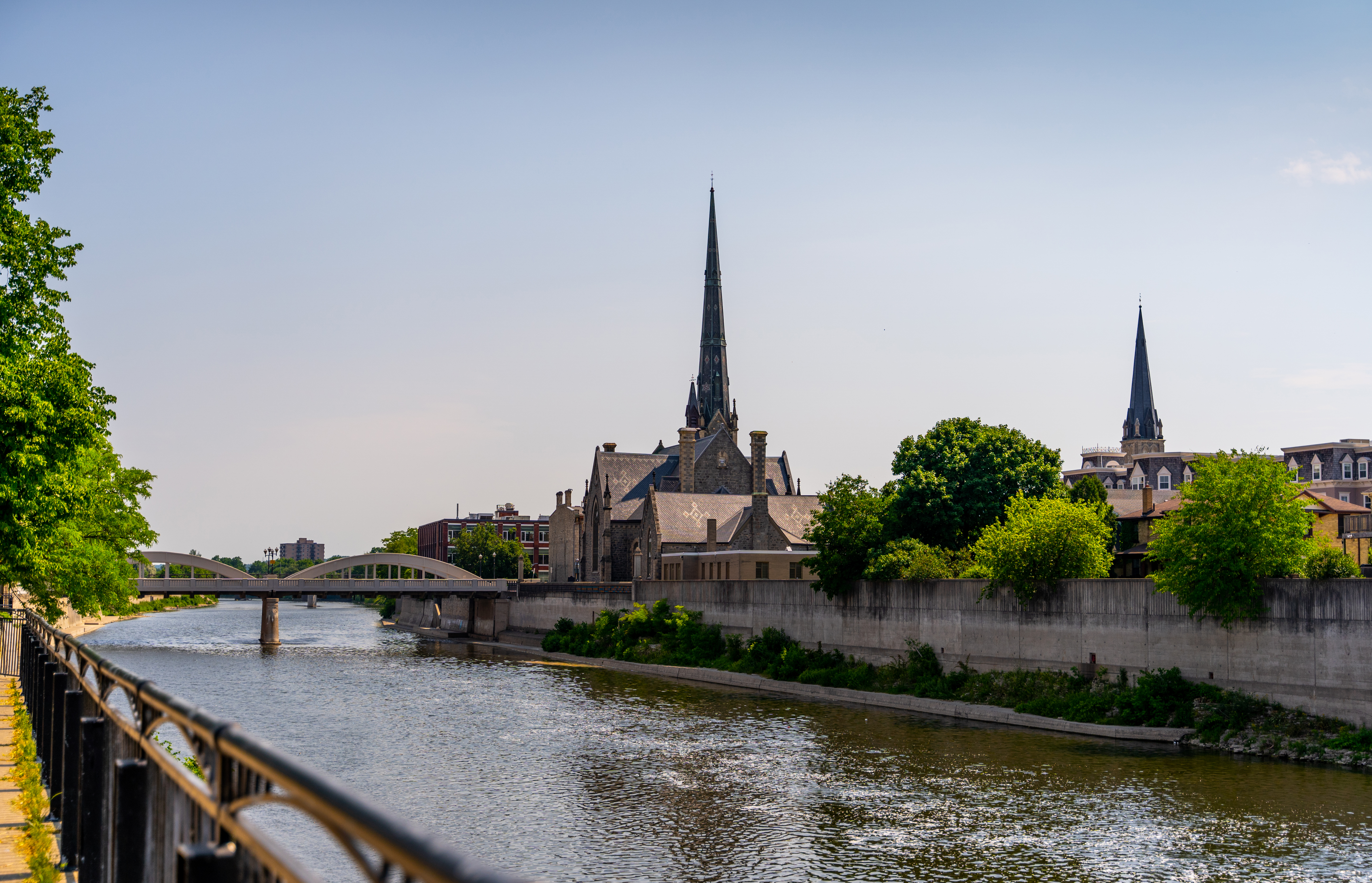
갤트 (온타리오주)의 중앙 장로교회

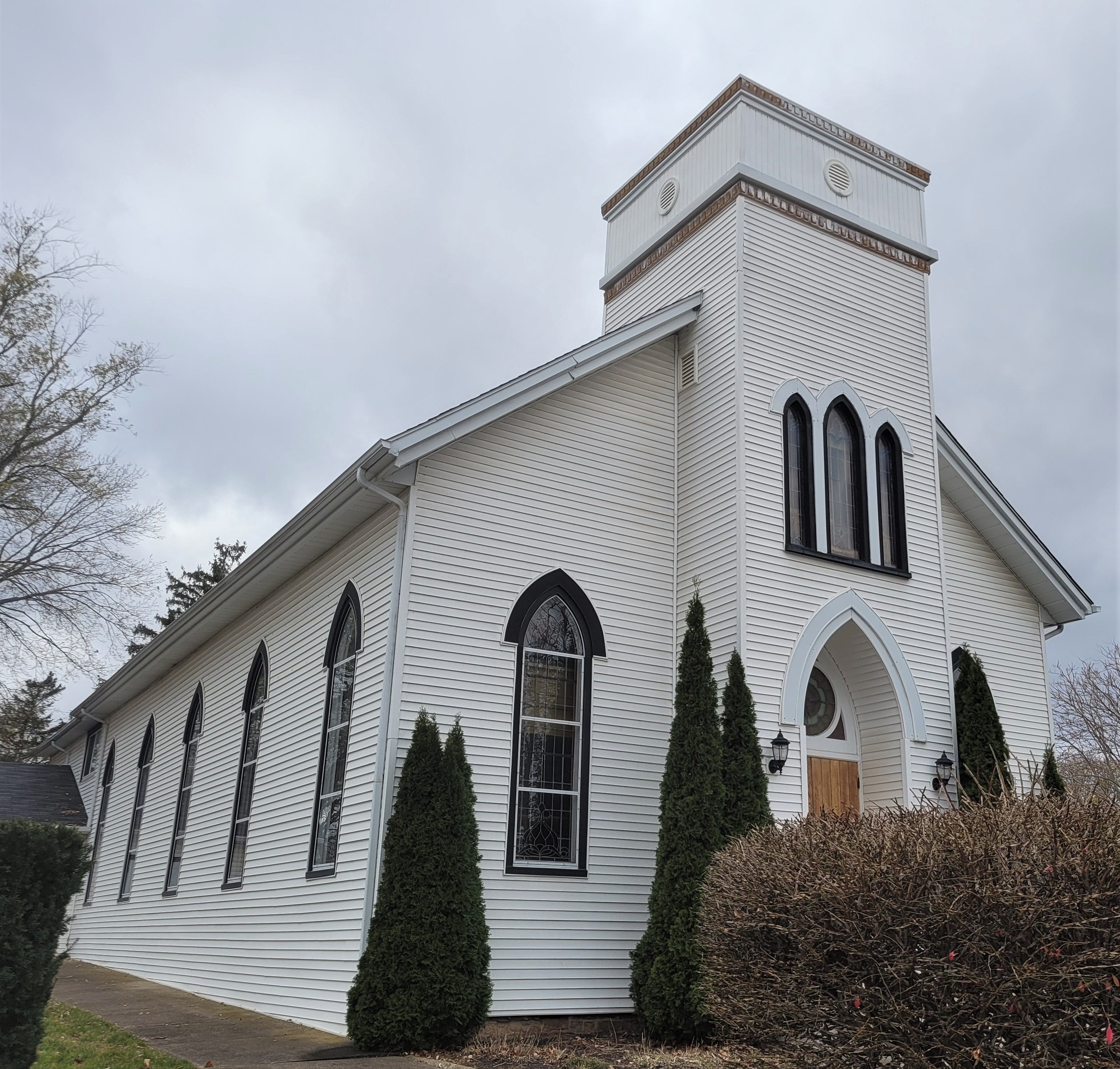
나이아가라폴스의 스탬퍼드 교회

1759년, 영국은 7년 전쟁 중 점령했던 프랑스 식민지 누벨프랑스를 장악했다. 성벽으로 둘러싸인 퀘벡 성채 외곽의 에이브러햄 평원에는 로버트 맥퍼슨 목사를 포함한 장로교 군목이 있는 스코틀랜드 대대인 프레이저 하이랜더스 제78연대가 주둔하고 있었다. 이 부대가 퀘벡 시의 성 안드레아 교회 (퀘벡 시)의 뿌리가 되었다.

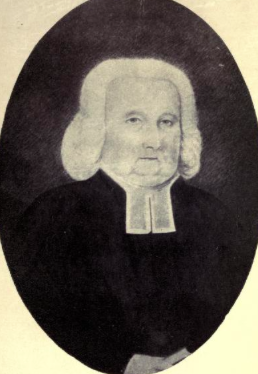
캐나다에서 안수받은 최초의 장로교 목사인 브루인 롬케스 코밍고 목사, 성 안드레아 장로교회 (루넌버그)

노바스코샤주 식민지에서는 장로교인들이 처음에는 독일계 개혁교회 정착민이었으며, 이들은 1753년에 루넌버그 (노바스코샤주)에 성 안드레아 장로교회 (루넌버그)를 설립했다. 이들은 1837년에 스코틀랜드 교회의 노바스코샤 시노드 (1833년 8월에 설립됨)에 가입했다. 트루로 (노바스코샤주)에서는 스코틀랜드 정착민들이 1760년에 제1 연합교회(1925년까지는 장로교회)를 설립했다. 성 야고보 장로교회는 1925년에 연합교회에 가입하지 않은 소수에 의해 형성되었다. 핼리팩스에서는 성 마태 교회가 1749년 "반대파 개신교 예배당"으로 거슬러 올라가며, 이후 장로교 정치에 따랐다. 성 다윗 장로교회는 성 마태 교회를 포함한 핼리팩스 시내 회중들 내에서 1925년에 결성된 또 다른 "소수 집단"으로, 2005년에 80주년을 기념했으며, 초기에는 옛 그래프턴 거리 감리교회 건물(1869년)에서 모임을 가졌다.
13개 식민지가 영국령 북아메리카에서 독립한 후, 1791년에 어퍼캐나다 (현재의 온타리오주)와 로어캐나다 (현재의 퀘벡주)로 분할된 캐나다의 인구가 증가했다. 여기에는 이전에 인구가 많았던 누벨프랑스 식민지의 대부분 지역과 노바스코샤주, 뉴브런즈윅주, 프린스에드워드아일랜드주를 포함한 마리타임스 지역이 포함되었다.
초기 캐나다 장로교인들 중 일부는 스코틀랜드계 통합제국 충성파였으며, 다른 이들은 1773년 헥터 호가 픽투 (노바스코샤주)에 도착한 것처럼 스코틀랜드에서 직접 건너왔다.
초기 성직자들은 다양한 개혁 신학의 흐름을 대표했으며, 스코틀랜드, 아일랜드, 미국에서 교육을 받았다. 자체적인 노회를 구성하려는 초기 시도는 소용이 없었다. 캐나다에 대한 미국의 영향은 처음에는 뉴욕주 출신의 네덜란드 개혁교회 선교사들로부터 왔고, 나중에는 여러 장로교 그룹의 미국 장로교인들로부터 왔다.
회중은 결국 많은 지역사회(처음에는 도시보다 타운십에서)에 형성되었는데, 보통 성직자의 공급 없이 오랜 기간이 지난 후에야 형성되었다(매니토바의 레드 리버 식민지에서는 30년이 걸렸다). 많은 경우, 가정 예배는 경건회와 교리문답으로 이루어졌다.
두 가지 사건이 캐나다 교회에 대한 미국의 초기 지원 이탈로 이어졌다. 미영 전쟁 (1812–14)과 어퍼캐나다 및 로어캐나다의 1837년 반란. 후자는 정치 개혁과 책임정부로 이어졌고, 어퍼캐나다는 캐나다 서부가 되었고 로어캐나다는 1841년부터 1867년까지 캐나다 동부가 되었다. 남부 온타리오에는 한때 스탬퍼드 노회가 있었는데, 그들의 마지막 회중은 밀턴 (온타리오주) 근처에 위치했으며 1951년에 문을 닫았다. 나이아가라폴스 (온타리오주)의 스탬퍼드 교회는 1936년에 캐나다 장로교회에 가입했다.
마리타임스(현재 노바스코샤주, 뉴브런즈윅주, 프린스에드워드아일랜드주)에서는 원래 스코틀랜드 장로교인들이 스코틀랜드 통합장로교회의 두 분파에서 왔으며, 1817년 노바스코샤 시노드를 창설하기 위한 연합 이전에 1786년에 설립된 트루로 연합 노회와 1795년에 설립된 픽투 노회가 있었다. 뉴브런즈윅에서 1833년 1월 30일(1835년부터는 시노드)과 노바스코샤에서 통합되기 전에는 여전히 이 그룹 밖에 남아 있는 스코틀랜드 교회 회중과 목사들이 있었다.
1811년, 토마스 맥컬록 목사는 목사를 양성하는 최초의 교육기관인 픽투 아카데미를 설립했다. 일부 졸업생들은 교육을 계속하기 위해 스코틀랜드로 여행했다. 이로 인해 맥컬록은 핼리팩스에서 가르치게 되었고, 그곳에서 결국 댈하우지 대학교가 설립되었다. 픽투 카운티의 웨스트 리버에 있는 또 다른 아카데미(1848년)도 핼리팩스에 장로교 대학(이후 파인 힐 신학교(연합교회))을 설립하는 데 기여했으며, 이 대학은 1971년부터 대서양 신학대학의 일부가 되었다.
캐나다에서는 1818년에 다른 단체의 지원을 받는 성직자들의 느슨한 모임인 캐나다 연합 노회가 결성되었다. 1839년까지 이 연합 시노드(한때 세 개의 노회가 있었음)는 1831년에 모교회에 의해 시노드로 설립되고 글래스고 선교회에서 파견된 선교사들로 강화된 스코틀랜드 국교회와 연관된 캐나다 장로교회에 흡수되었다. 1834년에 이 단체는 또한 많은 연합 시노드 성직자들과 회중들을 받아들이기 시작했고, 이는 1840년까지 앞서 언급된 '올드 커크(Auld Kirk)'와의 연합으로 이어졌다.
1831년, 스코틀랜드의 연합 연합 시노드(1847년 이후 스코틀랜드 통합장로교회)는 캐나다에 선교사를 파견하기로 합의했고, 세 명이 임명되어 1832년에 도착했다. 1834년 크리스마스에 새로 통합된 토론토 시에 캐나다 시노드가 설립되었으며, 여기에는 캐나다 연합 시노드의 회중과 최소 한 명의 목사가 포함되었다. 그들은 나중에 1838년에 자체 토론토 회중을 시작했고, 1844년에 캐나다 서부 런던에 신학 대학을 설립했다.
토론토에서는 캐나다 연합 시노드 회중(1820년 요크 타운에서 형성됨)과 그들의 목사인 제임스 해리스 목사가 1834년에 탈퇴하여 1844년까지 독립적으로 남아 있다가, 스코틀랜드 교회의 성 안드레아 토론토 (1830년 형성됨)에서 탈퇴한 자유 교회 반대자들과 합류하여 토론토의 녹스 장로교회 (토론토)를 창립했다.
연합 시노드 합병 이후 스코틀랜드 교회 캐나다 시노드의 통합은 짧았지만, 1841년 캐나다 서부 킹스턴에 신학 대학인 퀸스 칼리지를 설립할 기회를 제공했다. 퀸스 신학 대학(연합교회)은 현재 퀸스 대학교의 일부이다.
1844년 6월, 시노드는 킹스턴 (온타리오주)에서 모였고, 1843년 스코틀랜드 총회에 영향을 미쳤던 상황과 유사하게 많은 그룹이 탈퇴하여 스코틀랜드 자유 교회 캐나다 시노드를 형성했다. 다음 9월까지 퀸스의 신학생 대부분은 자유 교회에 합류하여 토론토로 가서 녹스 칼리지를 설립했다. 그들은 1861년에 앞서 언급된 스코틀랜드 통합장로교회 대학과 합병했는데, 이 대학은 1853년에 런던 (온타리오주)에서 토론토로 이전했다.
마리타임스 주에서는 노바스코샤주, 뉴브런즈윅주, 프린스에드워드아일랜드주, 그리고 케이프브레턴섬에 식민지가 세워졌다. 어퍼캐나다와 로어캐나다 모두에서 다양한 그룹이 회중을 조직했다. 1843년 스코틀랜드 교회 분열의 영향은 노바스코샤에서도 느껴졌다. 식민지 목사들은 스코틀랜드의 회중으로 다시 초청되거나 노바스코샤 및 다른 지역의 자유 교회에 합류했다. 스코틀랜드 교회의 공식적인 구조는 그곳에서 10년 동안 영향을 받았다.
1860년, 캐나다에서 연합이 이루어지기 1년 전, 노바스코샤(케이프브레턴 포함)와 프린스에드워드아일랜드의 자유 교회와 통합 장로교회 회중이 합병하여 하부 주 장로교회가 설립되었고, 1866년에는 뉴브런즈윅의 동포들도 합류했다.
1861년 6월, 스코틀랜드 자유 교회와 통합 장로교회의 캐나다 시노드가 합병하여 캐나다 장로교회가 형성되었다. 이 교회는 캐나다에서 지배적인 장로교 그룹이 되었고, 도시, 마을, 시골, 심지어 시카고 (일리노이주), 세인트 앤 (일리노이주)의 프랑스 공동체와 엘미라의 게일어 사용 회중을 포함한 일리노이주, 미시간주와 뉴욕주의 국경 도시, 그리고 존 블랙 목사와 함께 레드 리버 식민지의 킬도난과 제임스 니즈벳 목사와 함께 프린스앨버트 (현재 서스캐처원주) 북서부 지역에까지 퍼졌다. 로버트 제이미슨은 캐나다 장로교회 창립 시노드에서 토론토 근처의 요크 밀스와 피셔빌 교구(후자 교회는 현재 토론토의 블랙 크릭 개척자 마을에 위치하며, 리치먼드힐 (온타리오주)에 위치한 가장 오래된 1817년 토론토 지역 회중의 교역자 주택 옆에 있다)에서 브리티시컬럼비아주 식민지로 파견되어 뉴웨스트민스터, 나나이모, 그리고 프레이저 계곡에 회중을 설립했다. 1875년 이후 그는 캐나디안 퍼시픽 철도가 1885년 버라드 만(나중에 밴쿠버)에 도달할 때까지 스코틀랜드 교회에 합류했고, 그 후 그들은 (다른 회중들과 함께) 캐나다 장로교회에 다시 합류했으며, 브리티시컬럼비아 시노드는 나중에 형성되었다.
캐나다 장로교회는 1867년에 두 번째 신학 대학인 몬트리올 장로교회 신학대학을 설립했다(인가증은 1865년에 주어짐). 녹스 칼리지와 몬트리올 장로교회 신학대학은 1925년 교회 연합 이후에도 캐나다 장로교회에 남았다.
1867년, 마리타임스의 스코틀랜드 교회 산하 기관들은 합병하여 영국령 북아메리카 마리타임스 주 장로교회 시노드가 되었다.
1869년, 캐나다 장로교회는 성장하는 교회 구조에 한 단계 더 추가했다. 연례 시노드가 총회가 되었고, 네 개의 더 작은 지역 시노드가 형성되었다. 퀘벡과 동부 온타리오를 관할하는 몬트리올, 토론토, 해밀턴, 런던, 그리고 미국에 몇몇 회중이 있었다.
캐나다 장로교회(CPC) 총회의 초대 총회장이었던 윌리엄 오미스턴 목사는 당시 해밀턴 (온타리오주)의 중앙 장로교회 (해밀턴) 소속이었는데, 임기 말에(그는 뉴욕의 네덜란드 개혁교회에서 봉사하기 위해 이주하고 있었다) 새로운 캐나다 연방 내의 모든 장로교 흐름의 회의를 개최할 것을 이 단체들에게 편지로 요청했다. 이 회의는 1870년 9월 몬트리올에서 열렸고, 이 네 그룹이 연합의 기초를 마련하게 되었다. 이는 1874년 6월에 캐나다 장로교회 총회와 스코틀랜드 교회 캐나다 시노드가 오타와에서 만나 진행되었으며, 인근 녹스 (CPC)와 성 안드레아 (스코틀랜드 교회) 회중에서 최종 준비와 대표단 회의가 열렸다.

## 캐나다 장로교회 1875년~1925년

1917년 캐나다 장로교회 총회

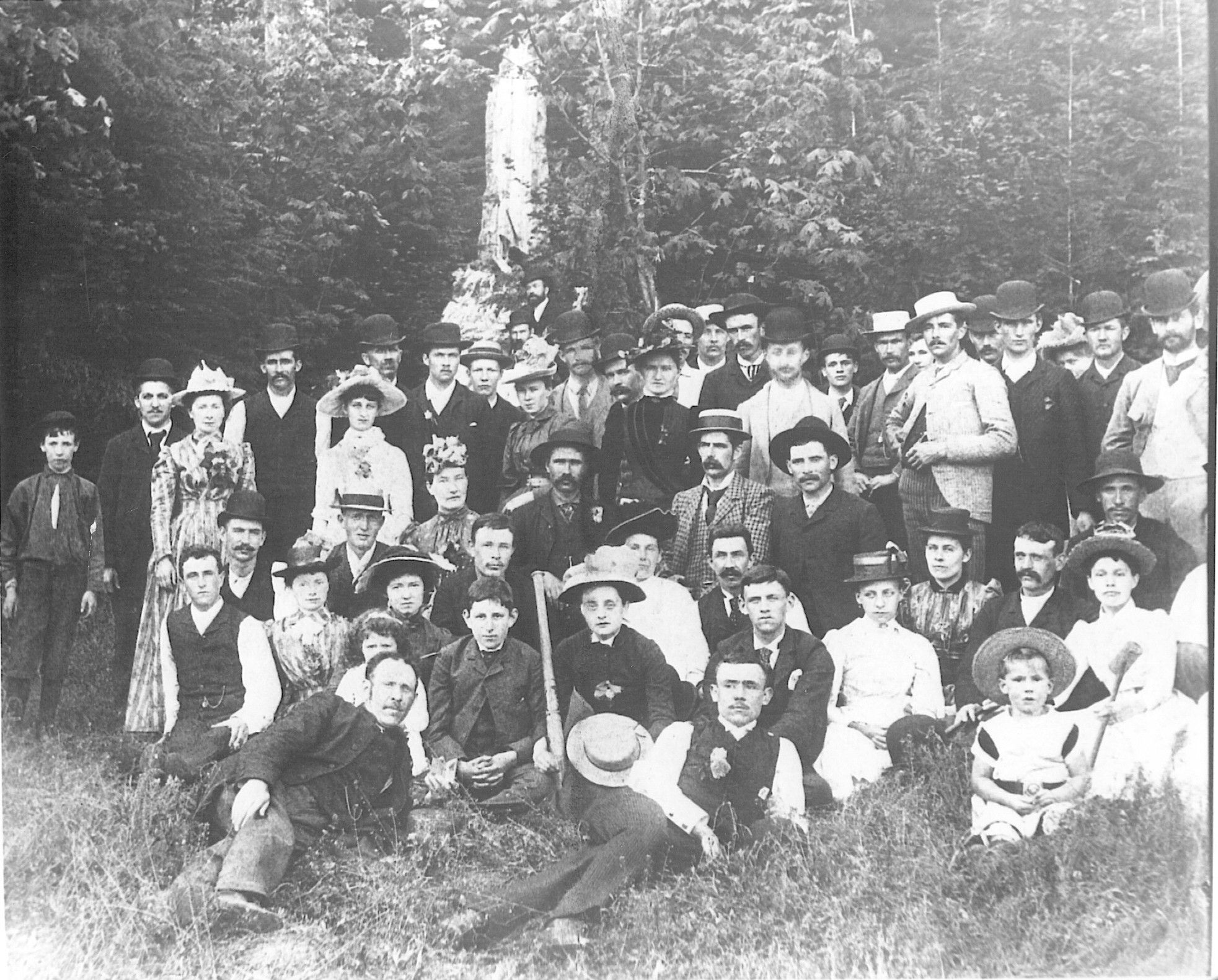
1891년 7월 노스 밴쿠버에서 열린 밴쿠버 제1장로교회 피크닉. 밴쿠버 시장 T.S. 백스터가 참석했다.

1875년 6월 15일, 캐나다의 네 장로교 교회는:
- 캐나다 장로교회 (1861년 6월);
- 스코틀랜드 국교회와 연관된 캐나다 장로교회 (1831년);
- 영국령 북아메리카 마리타임스 주 장로교회 시노드 (1867년); 그리고
- 하부 주 장로교회 (1866년),

스코틀랜드 교회 내의 많은 유사한 사건과 논란을 대표하며 몬트리올의 빅토리아 홀에서 캐나다 장로교회를 형성하기 위해 합류했다.
주로 마리타임스 지방의 스코틀랜드 교회 회중들, 그리고 몬트리올 성 안드레아 교회와 글렌게리 카운티 온타리오주의 몇몇 다른 교회들은 이 연합에 저항했지만, 이들 중 다수는 결국 20세기 초에 캐나다 장로교회에 들어왔다. 1918년 성 안드레아 성 바울 교회 (몬트리올)는 이 주요 회중과 스코틀랜드 교회와 캐나다에서 마지막으로 관련을 맺었던 교회의 합병으로 창립되었다. 1932년 그들은 셔브룩 거리로 이전했고, 2002년에 200주년을 기념했다.
통합된 그룹으로서 캐나다 장로교회(PCC)는 캐나다 전역의 기존 지역과 새로 정착된 지역 모두에서 통합되고 성장했다.
- 마리타임스 지방회 (1960년대에 '대서양'으로 개칭)는 이전의 두 "하부 주" 그룹의 영역을 포함했다. 이들의 시노드 회의는 "작은 총회"로 알려져 있다.
- 몬트리올 및 오타와 지방회는 캐나다 장로교회의 몬트리올 지방회를 대체했다. 이 이름은 1950년대에 퀘벡 및 동부 온타리오로 변경되었다.
- 토론토 및 킹스턴 지방회는 이전 캐나다 장로교회 토론토 지방회를 포함하고, 몬트리올의 캐나다 장로교회 킹스턴 노회를 추가했다. 이 지방회는 나중에 온타리오 북동부를 추가했고, 2005년에 이름이 중앙, 북동부 온타리오 및 버뮤다 지방회로 변경되었다.
- 해밀턴 및 런던 지방회는 두 개의 캐나다 장로교회 지방회(런던 및 해밀턴)를 하나로 합병했다. 이 지방회는 1997년에 남서부 온타리오 지방회로 개칭되었다.

1870년에 주(州)로 설립된 매니토바주는 레드 리버-셀커크 정착지에 정착되었고, 1818년에 킬도난에 회중을 설립했다. 그들은 몬트리올 근처 캐나다 동부의 프랑스인들을 위한 선교사로 봉사한 후, 캐나다의 스코틀랜드 자유교회 (1843–1900)에서 파견된 존 블랙 목사를 30년 동안 기다렸다. 그는 나중에 캐나다 서부 오크빌 출신의 제임스 니즈벳 목사와 합류하여 북서부 지역 프린스앨버트 (현재 서스캐처원주)에 선교 전초기지를 설립했다. 옥스퍼드 카운티 출신의 제임스 로버트슨 목사는 1873년에 위니펙 회중으로 처음 부름을 받았고, 1881년에는 선교 감독관으로 임명되어 새로운 정착민, 신학생 목사, 안수받은 선교사, 회중에게 리더십과 성장을 제공했다. 매니토바 칼리지는 1871년에 킬도난에서 시작되었고, 1875년 이전에 캐나다 두 교회 모두의 지원을 받았으며, 1883년 총회에서 총회장인 존 마크 킹 박사 목사(토론토의 성 제임스 스퀘어 교회 출신)는 그들의 초대 학장으로 부름을 받았다. 캐나디안 퍼시픽 철도가 캐나다 전역에 건설되면서 매니토바에서 서부 캐나다의 개발과 정착이 시작되었고, 1905년까지 서스캐처원주와 앨버타주가 형성되었다.
- 매니토바 및 북서부 시노드는 매니토바 노회(시노드적 권한을 가진)가 세 개의 노회로 분할되면서 1884년에 형성되었다.
- 브리티시컬럼비아 시노드는 1890년에 설립되었으며, 현재의 앨버타주에 있는 회중들을 포함했다.

1905년 앨버타주와 서스캐처원주가 주(州)로 형성되면서 각 주마다 별도의 시노드가 창설되었다.
- 매니토바 시노드가 새로운 명칭이었지만, 현재는 매니토바 및 북서부 온타리오이며, 이는 선더베이와 그린스톤 (이전 제럴드턴)에 남아있는 회중을 포함하는 슈피리어 노회(1884년부터)를 지칭한다. 최근에는 포트 프란세스와 아티코칸의 회중들이 폐쇄되었다.
- 서스캐처원 시노드는 해당 주의 경계를 관할한다.
- 앨버타 시노드 (1990년에 및 북서부가 추가되었다).

킹(1899년)과 로버트슨(1901년)의 사망 이후, 그들의 후계자들은 다른 개신교 단체들, 특히 성공회와 침례교와의 교회 연합을 주도했으며, 이는 1925년 6월 10일 캐나다의 감리교와 회중교회 교단들이 거의 만장일치로 합류하여 캐나다연합교회를 형성하는 것으로 절정에 달했다.

## 1925년 이후
수년간의 논쟁과 제1차 세계 대전으로 인한 연기 끝에, 캐나다 교회 연합에 대한 투표는 1924년 후반부터 1925년까지 진행되었다.
1925년 6월 9일, 캐나다연합교회로의 교회 연합에 동의하지 않은 장로교회 회중들과 여러 소수 그룹이 자정 직전 녹스 장로교회 (토론토)에 모여 기도했다. 그곳은 1925년 총회의 마지막 회의가 그날 일찍 끝났던 당시의 칼리지 스트리트 장로교회에서 멀지 않은 곳이었다. 약 79명의 반대하는 대표들과 교회의 미래에 대해 동등하게 우려하는 다른 이들이 그날 밤 "지속하는" 장로교회의 총회를 재개하기 위해 모였다. 그들은 전 총회장(1912년)이자 에드먼턴 앨버타주의 제1교회 (1881년)의 오랜 목사(1887–1930년)였던 데이비드 조지 맥퀸 박사 목사가 의장으로 주재하며, 그 그룹을 캐나다 장로교회의 "지속하는" 총회로 구성했다. 6월 10일 새벽 일찍 휴회한 후, 그들은 나중에 총회로 재개되었고, 다른 이들(여성 선교 단체 포함)과 함께 성 안드레아 교회 (토론토)에서 회의를 가졌다. 이 두 핵심 토론토 회중은 교회 연합에 반대하는 싸움에서 장로교회 협회에 많은 기여와 지원을 제공했다. 연합에 반대하는 또 다른 주요 운동가였던 월터 조지 브라운은 1931년에 총회장으로 선출되었다.
"지속 장로교인"이라는 명칭은 1939년까지 유지되었다. 캐나다연합교회법은 "캐나다 장로교회"가 존재하지 않게 되었다고 명시했지만, 지속 장로교인들은 계속해서 그 이름을 사용했고, 1939년에 그들의 권리를 인정하기 위해 법이 개정되었다. M. H. 오길비는 다음과 같이 언급한다.

1925년 이후 지속 장로교인들은 의회 주권의 교리에도 불구하고 자신들이 장로교인이고 그렇게 불릴 권리를 결코 의심하지 않았다. 연합주의자들과 달리, 그들은 장로교의 유산적인 특징, 즉 웨스트민스터 신앙고백이라는 하위 기준과 교회 법원에 의한 통치라는 장로제 정치, 그리고 아마도 언약도 정신의 일부를 고수했다.

실제 투표 결과는 불확실하지만, 분열 당시 전 장로교인의 약 30%가 연합교회와 분리된 채 남아 있었다.
서부 캐나다에서는 많은 노회와 회중, 선교 활동뿐만 아니라 모든 신학 대학들이 손실을 입었다.
위니펙에 있는 매니토바 칼리지는 1871년 킬도난에서 시작되어 1874년 위니펙으로 이전했으며, 1883년 앞서 언급된 킹 박사의 임명으로 신학 연구를 시작했다. 이 칼리지는 1938년 웨슬리 칼리지와 합병하여 유나이티드 칼리지가 되었고, 현재는 위니펙 대학교의 일부이다.
밴쿠버의 웨스트민스터 홀(1908년)은 1927년에 라이어슨 칼리지(감리교)와 브리티시컬럼비아 회중 칼리지와 합병하여 유나이티드 칼리지를 설립했고, 현재는 브리티시컬럼비아 대학교(UBC) 본캠퍼스에 위치한 밴쿠버 신학대학원(1971년)의 일부이다. 1956년부터 PCC가 UBC에 진출한 일부인 성 안드레아 홀은 1984년에 공식적으로 VST와 합류했으며, 2006년 총회는 리전트 칼리지와의 동시 프로그램을 승인했다.
에드먼턴 앨버타주의 로버트슨 칼리지(1912년)는 앞서 언급된 선교 감독의 이름을 따서 명명되었으며, 앨버타(감리교) 칼리지와 합병하여 1925년 이후 성 스테판 칼리지가 되었다. 이 칼리지는 앨버타 대학교 캠퍼스에 위치해 있다. 새스커툰의 새스커툰 장로교 칼리지(1914년)는 1925년에 성 안드레아 칼리지가 되었다. 이 칼리지는 서스캐처원 대학교 캠퍼스에 위치해 있다. 2000년에 이 후자 대학들은 각각 새스커툰과 에드먼턴에 남아 있으면서 행정적으로 합병되었고, 성 안드레아 성 스테판 칼리지로 알려지게 되었다.
1925년 이후, "재건"은 1930년대 대공황과 제2차 세계 대전으로 인해 둔화되었다. 1945년 이후의 기간에는 도시 성장과 이민으로 인한 확장이 있었는데, 특히 스코틀랜드와 아일랜드섬과 같은 장로교 강세 지역뿐만 아니라 네덜란드, 헝가리, 그리고 최근에는 대만, 가나, 한국의 장로교 및 개혁교회 교인들이 유입되었으며, 이들을 위해 1997년에 두 개의 별도 "한가(Han Ca)" 한인 노회(동부와 서부)가 설립되었다.

## 사회 문제
북미의 다른 주요 교단들과 마찬가지로 캐나다 장로교회는 사회 문제, 특히 인간의 성(性) 문제로 씨름해 왔다. 1998년, 장로교단은 동성애자 목사의 시무를 금지하고 이들에게 설교할 수 있는 면허를 거부했다. 그러나 2012년 총회에서 이 금지가 해제되었다. 사회 활동 핸드북에 따르면, "캐나다 장로교회는 동성애적 성향이 죄가 아님을 인정한다." "캐나다 장로교회는 성적 지향을 근거로 교인들의 역할을 제한한 적이 없다. 이러한 역할에는 교회 학교 교사, 음악가, 청소년 지도자, 치리 장로, 교리 장로, 집사 사역회 회원 등이 포함된다."
2014년에 워털루-웰링턴, 캘거리, 이스트 토론토 노회는 캐나다 장로교회에 동성애자 목사 안수와 동성 결혼 축복을 허용할 것을 요청하는 동의안에 찬성표를 던졌다. 2015년 총회는 동성 결혼에 찬성하는 동의안 6개와 동성 결합에 반대하는 동의안 15개를 심의했다. 캐런 호스트 목사는 양측의 주장을 경청하는 은혜롭고 열린 토론을 촉구하는 목회 서한을 발표했다.
2016년 총회에서 교회는 인간의 성에 관한 보고서를 여러 위원회에 회부했다. 캘거리-매클라우드, 이스트 토론토, 워털루-웰링턴 노회는 동성 결합과 동성 결혼 목사직을 지지해 달라는 동의안을 제출했다. 2017년 캐나다 장로교회는 LGBT 구성원들의 의견을 듣기 위해 "레인보우 커뮤니온"이라는 위원회를 만들었다. 교회는 또한 동성애 혐오에 대해 사과하는 서한을 발표했다. 2021년 총회는 결혼에 대한 두 가지 병행 정의를 채택하기로 합의했다. 하나는 이성애 전용이고 다른 하나는 동성 결혼을 허용하며, 목사와 교회 회의에 선택권을 남겼다.
1966년부터 이 교단은 여성도 장로와 목사로 안수했다. 2014년에는 362명의 여성 목사와 3563명의 여성 장로가 있었는데, 이는 교회 내 장로의 49.9%를 차지한다.

## 선교 및 국제 파트너십
캐나다 장로교회는 국제적인 영향력도 가지고 있었다. 1949년 뉴펀들랜드 래브라도주가 캐나다 연방에 편입되기 전 뉴펀들랜드에 있던 회중 외에도, 해밀턴 (버뮤다)의 세인트 앤드류 교회는 1842년부터 1963년까지 마리타임스 교회들과 제휴를 맺었고, 그 후 서토론토 노회로 사목 감독권이 이전되었으며, 많은 회중에는 캐나다로 온 다양한 국가와 문화 출신의 사람들이 있다.
해외 선교사, 또는 최근에는 국제 파트너들이 전 세계에서 교회의 증언을 공유하고 있다. 1875년 이전에 대서양 캐나다는 프린스에드워드아일랜드주에서 존 게디와 고든 형제(조지 N.과 제임스 D., 둘 다 순교)를 남태평양의 뉴헤브리디스 제도(현재 바누아투)로 보냈고, 존 모턴은 트리니다드섬으로, 나중에는 이웃 데메라라(현재 가이아나의 일부)로 파트너들을 보냈다.
1871년 캐나다 장로교회는 옥스퍼드 카운티 조라 타운십의 조지 레슬리 매케이를 대만으로 파견했으며, 이는 현재까지 대만기독장로교회와 연결되어 유지되고 있다. 같은 옥스퍼드 카운티 출신 조나단 고포스는 처음에는 중국 허난성으로 가서 캐나다 장로교 선교회를 시작했고, 존 부캐넌 박사는 인도로, 제임스 스카스 게일(기독교청년회의 후원을 받음)과 로버트 그리어슨은 한국으로, 일본에서는 "도쿄의 백인 천사" 캐롤라인 맥도날드(기독교여자청년회)가 활동했고, 1927년 이후 루터 리스가 영과 다른 사람들이 일본 한인 기독교회와 협력했다.
교회 연합 이후 일부 변화가 일어났다. 고포스는 허난을 떠나 만주에서 아시아 사역을 마쳤고, 앞서 언급된 L. L. 영은 한국에서 일본으로 갔다. 이후 일본의 태평양 점령과 마오쩌둥의 문화대혁명은 대만, 일본, 만주를 포함한 일부 아시아 선교지에서 일시적 또는 영구적인 철수를 강요했다.
1954년부터 나이지리아는 메리 슬레서가 한 세대 전에 스코틀랜드 교회와 함께 선구적인 활동을 했고, 그녀의 이야기가 많은 캐나다 회중에서 잘 알려져 있었다. 그곳은 캐나다 장로교회의 아프리카 봉사 활동의 문을 열었다. 2004년 6월 오샤와 온타리오에서 열린 제130차 총회의 사회자였던 리처드 피는 초기 사역을 나이지리아에서 보냈고, 그 후 캐나다에서의 역할(1992-2005)을 맡았으며, 처음에는 장로교 세계 봉사 및 개발에서 일했고, 현재는 생활 및 선교국의 총무를 맡고 있다.
말라위, 가나, 케냐, 모잠비크, 카메룬, 레소토, 인도양의 모리셔스는 캐나다 장로교회와 파트너십을 맺은 다른 아프리카 국가들이며, 캐나다 장로교회는 또한 중앙아메리카(여기에는 1865년 노바스코샤의 존 모턴 목사가 시작한 트리니다드섬 선교의 부산물인 가이아나도 포함된다)와 최근에는 1990년대 이후 동유럽에서도 봉사하고 있다.

## 에큐메니컬 관계
캐나다 장로교회는 다른 기독교 교회들과의 관계에도 참여해 왔다. 세계개혁교회협의회는 1875년에 결성되었고(당시에는 "장로교 체제를 따르는 개혁교회 연맹"으로 알려짐), 캐나다인들이 잘 대표했으며, 1892년 토론토에서, 1937년 몬트리올에서(당시에는 캐나다 장로교회로 인정됨), 1982년 오타와에서 제5차 총회를 개최했다(당시에는 세계 개혁교회 연맹으로 알려졌으며, 1970년에 회중교회와의 합류로 이름이 변경됨). 이 그룹의 현재 이름은 2010년의 또 다른 합병을 나타낸다.
캐나다 장로교회는 1944년 캐나다 교회 협의회와 1948년 세계 교회 협의회의 창립 회원 교회였다.
캐나다 복음주의 교제회와는 "옵서버 자격"을 유지하고 있으며, 여러 회중과 개인들이 이 사업에 적극적으로 참여하고 있다.
1939년부터 캐나다연합교회와의 관계는 지역적, 국가적, 국제적인 에큐메니컬 파트너십 참여를 통해 개선되었다. 많은 회중들이 여름철에 공동 예배를 드리며, 기독교 일치를 위한 기도 주간, 여성 기도일, 성주간 예배와 같은 다른 행사들과 푸드 뱅크, 노숙자 쉼터, 농산물 공유와 같은 지역 사회 봉사 활동을 함께 한다.

## 추가 세부 사항 (교회 정치)
현재 캐나다 장로교회는 전국에 약 1,000개의 회중을 보유하고 있다. 초기 정착, 제2차 세계 대전 이후의 도시화, 그리고 1925년 교회 연합에 대한 저항의 결과로, 온타리오 남부가 가장 많은 회중, 노회, 시노드(위에 나열됨)를 가지고 있다.
1875년부터 매년 6월 첫째 주에 열리는 총회는 최근 온타리오 남부와 퀘벡의 여러 센터에서 개최되었다. 총회 대표 또는 대의원의 수는 노회 등록 목사의 6분의 1과 동수의 장로가 모든 회중 또는 목회 구역에서 순번에 따라 파견되는 방식으로 결정된다. 또한 등록된 노회 중 격년으로 선발되는 청년 대표와 신학 대학을 대표하는 학생 대표가 있다.
10년마다 총회를 다른 지역에서 개최하려는 시도가 있다. 2005년 6월 5일, 에드먼턴의 제1장로교회 (에드먼턴)가 캐나다 장로교회 제131차 총회 개회 장소였다. 캘거리 앨버타주의 진 모리스 목사는 2005년 제131차 총회 총회장이었으며, 그의 아버지인 J.J. 해롤드 모리스 박사 목사는 1989년 총회장이었고, 제1회중에서 자랐다. 그녀는 2010년 밴쿠버 신학대학원에서 명예 신학 박사 학위를 받았다.
1996년에는 프린스에드워드아일랜드주의 샬럿타운이 개최지였으며, 1957년과 1989년에는 브리티시컬럼비아주의 밴쿠버가, 1971년에는 노바스코샤주의 핼리팩스가, 1948년에는 캘거리가 개최지였다. 2010년 6월에는 케이프브레턴 노바스코샤 노회가 훌륭한 주최를 했다.
2006년 6월 4일부터 9일까지 제132차 총회가 온타리오주 세인트캐서린스의 브록 대학교에서 열렸는데, 이곳은 퇴임 총회장의 모교(1982년)였다. 2006년 총회장 공식 후보는 두 명의 평신도였다. 총회장 투표는 각 노회에 소속된 모든 현직 목사와 대표 장로들에 의해 실시되었다. 투표 집계 및 발표는 대부분의 해와 달리 4월 1일이 아닌 4월 3일에 이루어졌다. 현재 전 총회장은 궬프 온타리오주 출신의 장로이자 대만기독장로교회의 전 선교 파트너였으며, 토론토의 생명선교국 사무실에서 스태프 협력자로 근무했던 윌마 웰시이다(2010년 녹스 칼리지에서 명예 신학 박사 학위 수여). 2007년과 2008년 총회 초대는 온타리오의 두 노회에서 승인되었다. 2007년 총회는 6월 3일부터 8일까지 워털루 대학교에서 열렸으며, 개회 예배는 인근 케임브리지에서 진행되었다. 애버츠퍼드 브리티시컬럼비아주의 칼빈 장로교회 담임 목사인 J. 한스 코우웬버그 박사가 총회장이었다. 2008년 총회는 오타와에서 열렸으며, 개회 예배는 녹스 교회에서 진행되었다. 총회장은 토론토 한인 장로교회 의 당시 담임 목사인 박철순 목사로, 캐나다 장로교회 최초의 한인 캐나다인 총회장이었다. 2009년 총회는 온타리오주 해밀턴에서 열렸으며, 온타리오주 오렌지빌의 트위즈뮤어 장로교회 목사인 하비 셀프 목사가 총회장이었다. 그는 전 군목이었다. 2010년 총회는 노바스코샤주 시드니에서 열렸으며, 케이프브레턴섬에서 열린 것은 처음이었다. 온타리오주 궬프의 허버트 F. 게일 박사 목사, 기획 증여 부총무가 현 총회장이다. 2011년 총회는 온타리오주 런던에서 열릴 예정이다.
캐나다의 각 주에는 회중, 선교지, 설교지가 있으며, 앞서 언급된 해밀턴 (버뮤다)의 세인트 앤드류 교회도 있다.

## 소통
소통은 캐나다 장로교회에서 중요한 역할을 해왔다. 1875년 이전에는 모든 그룹이 소통을 위한 일종의 저널을 가지고 있었으며, 주류 언론에서도 활발하게 기여했다.
1876년 1월, 프레스비테리안 레코드는 스코틀랜드 교회의 "The Presbyterian"(1848년부터 발행)과 캐나다 장로교회의 "Record"(그리고 그 전신인 연합 장로교회와 자유교회)를 합병하여 월간으로 발행되었으나, 2016년에 "프레스비테리안 레코드"는 분기별 신문인 더 프레스비테리안 커넥션과 월간 이메일 뉴스레터인 "PCConnect"로 대체되었다.
또한 여성 선교회(이전 WMS 서부 지부)에서 발행하는 글래드 타이딩스는 1925년부터 발행되고 있으며, 대서양 선교회(이전 W.M.S. 동부 지부)에서 발행하는 프레스비테리안 메시지, 그리고 역사 위원회 소식지인 프레스비테리안 히스토리는 1957년부터 정기적으로 발행되고 있다.
1983년부터 2007년까지 정기적으로 발행된 인쇄물인 채널스는 캐나다 장로교회 내 갱신 친교회에서 발행한다.

## 같이 보기
- 캐나다의 개신교
- 캐나다의 기독교
- 캐나다의 종교

## 추가 자료
- Bailey, T. Melville, The Covenant in Canada, 1975.
- Bailey, T. Melville, Wee Kirks and Stately Steeples: History of the Presbytery of Hamilton, Ontario, 1990.
- Bailey, T. Melville, and Palmer, William K., Schissler, J. Phillip, and Campbell C. Glenn, The Presbytery of Hamilton, 1837–1967.
- Clifford, N. Keith, The Resistance to Church Union, 1982.
- Congram, John D., This Presbyterian Church of Ours, 1995.
- Dickson, James A. R. Ebenezer: A History Of The Central Presbyterian Church, Galt, Ontario ; With Brief Sketches Of Some Of Its Members Nabu Press; August 1, 2010
- Fraser, Brian J., Church, College, and Clergy: A History of Theological Education at Knox College 1844–1994, 1995.
- Fraser, Brian J. The Social Uplifters: Presbyterian Progressives and the Social Gospel in Canada 1875-1915 (Wilfrid Laurier Univ. Press, 1988)
- Gregg, William, History of the Presbyterian Church in the Dominion of Canada, from the Earliest Days until 1834, 1885; General Books LLC, January 30, 2012
- Gregg, William, Short History of the Presbyterian Church in the Dominion of Canada, 1892.
- Klempa, William J (ed)., The Burning Bush and a Few Acres of Snow; The Presbyterian Contribution to Canadian Life and Culture, 1994.
- Markell, H. Keith, The History of Presbyterian College, Montreal 1865–1986, 1986.
- MacBeth, R. G., The Burning Bush in Canada, 1927.
- MacKinnon, Archibald, History of the Presbyterian Church in Cape Breton, 1975.
- MacMillan, Donald N., The Kirk in Glengarry. A History of the Presbytery of Glengarry, 1787–1984.
- McNab, John, They Went Forth. 1933, revised 1955.
- McNab, John, and MacKenzie, F. Scott, Our Heritage and Our Faith, 1950. (McNab, Our Priceless Heritage, MacKenzie, The Essence of Our Faith—75th Anniversary of the Presbyterian Church in Canada.
- McNeill, John T., The Presbyterian Church in Canada, 1925.
- Moir, John S., Early Presbyterianism in Canada, essays by John S. Moir, edited by Paul Laverdure, 2003.
- Moir, John S., Enduring Witness. 1st Edition 1975 2nd Edition, 1987. 3rd Edition, 2003.
- Parker, Stuart C., Yet Not Consumed: A Short Account of the History and Antecedents of the Presbyterian Church in Canada, 1947.
- Scott, Ephraim, Church Union and the Presbyterian Church in Canada, 1928.
- Smith, Neil G., Farris, Allen L., Markell, H. Keith (editors), A Short History of the Presbyterian Church in Canada; Centennial Committee (Canada's), Committee on Church History, 1967.
- Stanley, Laurie C.C., The Well-Watered Garden: The Presbyterian Church in Cape Breton, 1798–1860, 1983.
- Stanley-Blackwell, Laurie C.C., Tokens of Grace: Cape Breton's Open-air Communion Tradition, 2006.
- Twentieth Century Fund, Historic Sketches of the Pioneer Work and the Missionary, Educational and Benevolent Agencies of The Presbyterian Church in Canada, 1903.
- The Presbyterian Record (inc) Periodical. Specific Sources--[Rev. Stephen Hayes], Article, October 2004, p 27. Barry Cahill, letter, December 2004. p 6.
- Canadian Society of Presbyterian History, various papers 1975–2004.
- Called to Witness, biographical sketches in four volumes: Volume 1, 1977, Volume 2, 1980, (Edited by 스탠퍼드 리드) Volume 3, 1991, Volume 4, 1999. (Edited by John S. Moir).
- Enkindled by the Word: Essays on Presbyterianism in Canada (Centennial Committee of the PCC), 1966.
- Gifts and Graces: Profiles of Presbyterian Women, Volume 1 1999, Volume 2, 2002. (Edited by John S. Moir)

### 시노드 웹사이트
- 중앙, 북동부 온타리오 및 버뮤다
- 대서양 주
- 퀘벡 및 동부 온타리오
- 앨버타 및 북서부